# Destination francophonie

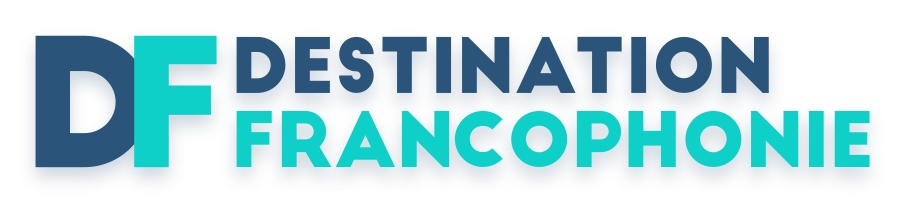

Destination francophonie est une émission hebdomadaire de  minutes en langue française conçue par Ivan Kabacoff, produite  et diffusée sur TV5 Monde, sur son site internet et sur les médias sociaux Facebook, YouTube, Twitter.
Destination francophonie met en avant les plus belles initiatives en faveur de la langue française dans le monde.
L'émission est diffusée le samedi et le dimanche sur tous les signaux de TV5 Monde.

## Concept
Chaque semaine, Ivan Kabacoff emmène les téléspectateurs vers une nouvelle destination à la rencontre des celles et ceux qui font vivre la langue française grâce à des initiatives positives en faveur de la francophonie.
Ce programme vise à donner une vision moderne et positive de la francophonie et que le français est une langue vivante, dynamique et en constante évolution dans le monde entier.
Pour chaque émission, des bonus vidéos à destination d'internet offre un panorama plus large de la thématique abordée et font découvrir de manière spécifique les acteurs de terrain qui œuvrent pour la francophonie dans chaque pays visité.
Destination francophonie est soutenue depuis sa création par des partenaires institutionnels français dont la mission est de promouvoir la langue française dans le monde : Institut français, Centre international d'études pédagogiques (CIEP), Délégation générale à la langue française et aux langues de France, Agence Campus France.

## Historique
Lancée en 2012, dans une version d'une durée de 3 minutes, Destination francophonie est d'abord présentée dans un studio 3D. Un agenda des événements francophones dans le monde est présenté à chaque fin d'émission.
À partir de 2014, Destination francophonie est présentée sur le plateau de TV5 Monde.
En 2016, l'émission passe à une durée de 5 minutes avec une formule incarnée pour renforcer l'aspect voyage et les rencontres au plus proches de francophones.
En 2018, la durée de Destination francophonie passe à 8 minutes.

## Sensibilisation à la francophonie
Des fiches pédagogiques permettent d'apprendre et d'enseigner avec Destination francophonie et offrent ainsi la possibilité aux enseignants du monde entier de faire entrer la francophonie dans la salle de classe pour y sensibiliser leurs élèves : site Langue française sur Tv5monde.com.
Certaines émissions sont également reprises dans les manuels scolaires numériques pour enrichir l'offre de documents authentiques sur la francophonie dans le cadre des programmes scolaires français du 2e cycle.

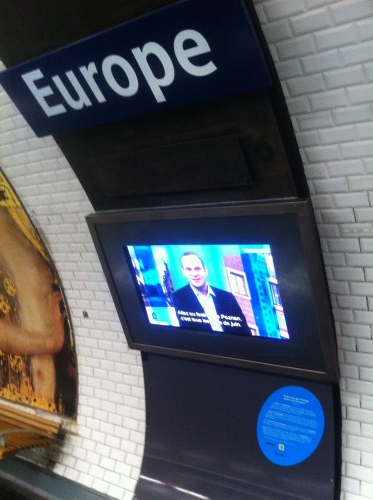

La RATP et TV5 Monde invitent tout le mois de mars à voyager à travers l'Europe à la rencontre de celles et ceux qui font vivre la langue française sur le continent, le deuxième plus grand foyer francophone après l'Afrique. Sur ses lignes, l'un transporte chaque jour 12 millions de personnes, l'autre diffuse ses 9 chaînes auprès de 291 millions de foyers dans le monde.
Ainsi, plusieurs émissions consacrées à la francophonie en Europe sont diffusées chaque année sur les 8 écrans de la station de métro Europe-Simone Veil (ligne 3 de la RATP) à Paris à l'occasion de la Semaine de la langue française et de la francophonie au mois de mars.
Une manière inédite de découvrir des initiatives originales qui valorisent la langue française en Europe, tout l'inverse de l'image de déclin souvent attribuée à la situation de notre langue dans le monde.